# Choroszcz
Choroszcz – miasto w woj. podlaskim, w powiecie białostockim, siedziba gminy miejsko-wiejskiej Choroszcz. Położone nad rzeką Horodnianką. Jest zaliczane do aglomeracji białostockiej.
Według danych GUS z 31 grudnia 2024 r. Choroszcz liczyła 6162 mieszkańców.
W mieście znajduje się odbudowana w latach 60. XX w. letnia rezydencja rodziny Branickich, obecnie Muzeum Wnętrz Pałacowych, zabytkowy park pałacowy, kościół i klasztor podominikański, cerkiew, 4 zabytkowe cmentarze oraz szpital psychiatryczny zlokalizowany na terenie dawnej fabryki koców i sukna, która należała do rodziny Moesów.

## Położenie
Miasto wchodzi w skład aglomeracji białostockiej. Położone jest na granicy Narwiańskiego Parku Narodowego. Choroszcz leży w dawnej ziemi bielskiej na historycznym Podlasiu. Miasto szlacheckie położone było w końcu XVIII wieku w powiecie grodzieńskim województwa trockiego. W latach 1975–1998 miasto administracyjnie należało do woj. białostockiego.
Przez miasto przepływa rzeczka Horodnianka.

## Historia
Pierwsze ślady obecności człowieka na tym terenie pochodzą z okresu mezolitu. To tutaj w gęstej roszczy, czyli puszczy miał znajdować się Święty Gaj. Wojny z XII i XIII w. na pograniczu polsko-jaćwiesko-ruskim nie wyludniły zupełnie puszcz. Bartnicy, smolarze, bobrownicy i drwale dostarczyli miód, smołę, wosk, potaż, drewno i inne dobra. Oni również nadali nazwy wielu miejscom takim jak: Przełajna Góra, Porosły, Izbiszcze, Złotoria czy Choroszcz.
W końcu XV w. Choroszcz z włością stała się własnością bojara z Kijowszczyzny, wojewody Iwana Chodkiewicza. Jego syn Aleksander gospodarzył w swych włościach z rozmachem, karczując puszczę, budując młyny, folusze, osadzając osadników z Rusi i Mazowsza. Z czasem w dobrach Chodkiewiczów powstały Ruszczany, Zastawie, Sienkiewicze, Barszczewo, Jeroniki, Żółtki, młyny młynarzy Dzikich w miejscowości Dzikie. W 1506 Aleksander nadał Choroszcz z włością klasztorowi w Supraślu. Mnisi wznieśli tu cerkiew i otaczali opieką duszpasterską ludność wiary greckiej. W 1533 Choroszcz powróciła do Chodkiewiczów. Dzięki staraniom Aleksandra w 1507 Choroszcz otrzymała od króla Zygmunta I prawa miejskie z obowiązkiem dostarczania drużyny zbrojnej na wypadek wojny.
W XVI wieku miasto rozwijało się intensywnie. Z połowy XVI w. pochodzą pierwsze wzmianki o osadnikach żydowskich. Choroszcz była wówczas centrum okolicznych dóbr, a trakty łączyły ją ze znaczniejszymi ośrodkami Podlasia. Odbywały się tu targi, odpusty, kwitło życie religijne. Pod koniec XVI wieku Choroszcz była miastem liczącym ok. 200 domów i 1200 mieszkańców. W 1587 Anna Chodkiewiczówna wniosła w posagu dobra choroskie Pawłowi Pacowi. Ich spadkobiercą był Mikołaj Stefan Pac, wojewoda trocki i przyszły biskup wileński, który sprowadził w 1654 do Choroszczy zakon dominikanów.
Nie jest znany układ przestrzenny miasta w XVI i XVII wieku. Życie zapewne koncentrowało się w centrum, wokół rynku. Tu znajdował się kościół, klasztor, cerkiew i dwór Chodkiewiczów, w którym mógł również rezydować biskup Mikołaj Stefan Pac. Wiek XVII zapisał się tragicznie w historii kraju – wojny, epidemie i pożary nie ominęły Choroszczy. Pożar w 1683 doszczętnie zniszczył miasto – spłonęło 600 domów, klasztor, kościół i cerkiew. W 1703 Choroszcz wraz z przyległymi wsiami została odkupiona przez Stefana Mikołaja Branickiego z rąk generała Jerzego Mniszcha. Do upadku miasta przyczynił się kolejny pożar w 1707.

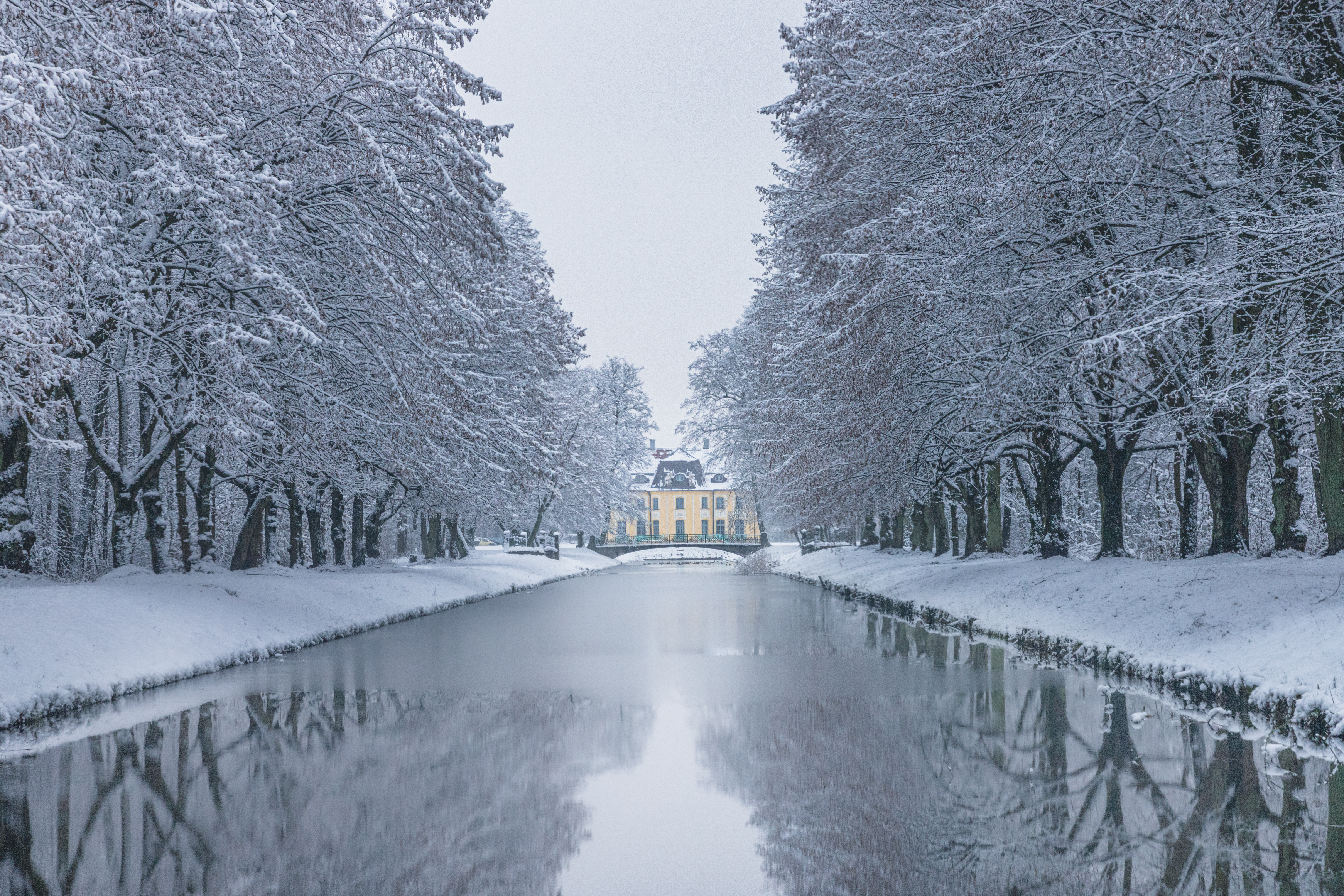
Park i pałac Branickich zimą

W 1709 dobra choroskie przeszły na własność hetmana wielkiego koronnego Jana Klemensa Branickiego. Miejscowość ta była na tyle urokliwa, że hetman przez wiele lat z nakładem ogromnych kosztów budował letnią rezydencję. Obok budowanego z rozmachem zespołu Branicki ufundował murowany barokowy kościół z klasztorem dominikanów. Ufundował również szpital – przytułek i unicką cerkiew. Wtedy też zapewne powstał folwark dworski. Ówczesny rynek miejski okalały kościół, klasztor, ratusz z 6 kramami kupców żydowskich, bożnica z żydowską szkołą. W 1771 miasto liczyło 126 posesji, z czego 43 należały do Żydów. Najpopularniejszy trunek tamtej epoki – piwo, było produkowane w Choroszczy przez 15 browarów.
Po śmierci hetmana dobra choroskie z majątkiem Rogowo otrzymała w dożywocie księżna Izabella Branicka. Do III rozbioru Choroszcz należała do powiatu grodzieńskiego w województwie trockim i stanowiła enklawę w województwie podlaskim. Po III rozbiorze znalazła się w zaborze pruskim, a po pokoju w Tylży w 1807 weszła do zaboru rosyjskiego. Spis pruski w końcu XVIII wieku wykazał: „584 mieszkańców, w tym 156 Żydów, 122 domy, 4 ulice, 9 szynków, 8 browarów, 8 gorzelni, 7 duchownych, 4 urzędników policyjnych i 1 oddział z regimentu Bośniaków von Gunthera – 6 mężczyzn”.
Po śmierci księżnej Branickiej dobra choroskie w części nabyła rodzina Komarów, a część włączono do posiadłości Potockich, którzy wkrótce sprzedali je Tadeuszowi Mostowskiemu. Zalążek manufaktury tekstylnej w majątku hrabiny Mostowskiej dał w 1840 początek największej w regionie fabryce sukienniczo- kapeluszniczej rodu Moesów i przemysłowej karierze miasteczka. Wraz z rozwojem fabryki zmieniła się również struktura narodowa i wyznaniowa Choroszczy. W 1886 z ogólnej liczby 1512 mieszkańców 765 było wyznania mojżeszowego, ponad 300 katolików, około 200 ewangelików (specjalistów niemieckich pracujących w fabryce) i ok. 200 prawosławnych. Miasteczko fabryczne, funkcjonujące niezależnie od miasta posiadło 20 budynków produkcyjnych, 11 budynków mieszkalnych, szkołę, piekarnię, 2 sklepy, aptekę i zbór ewangelicki.

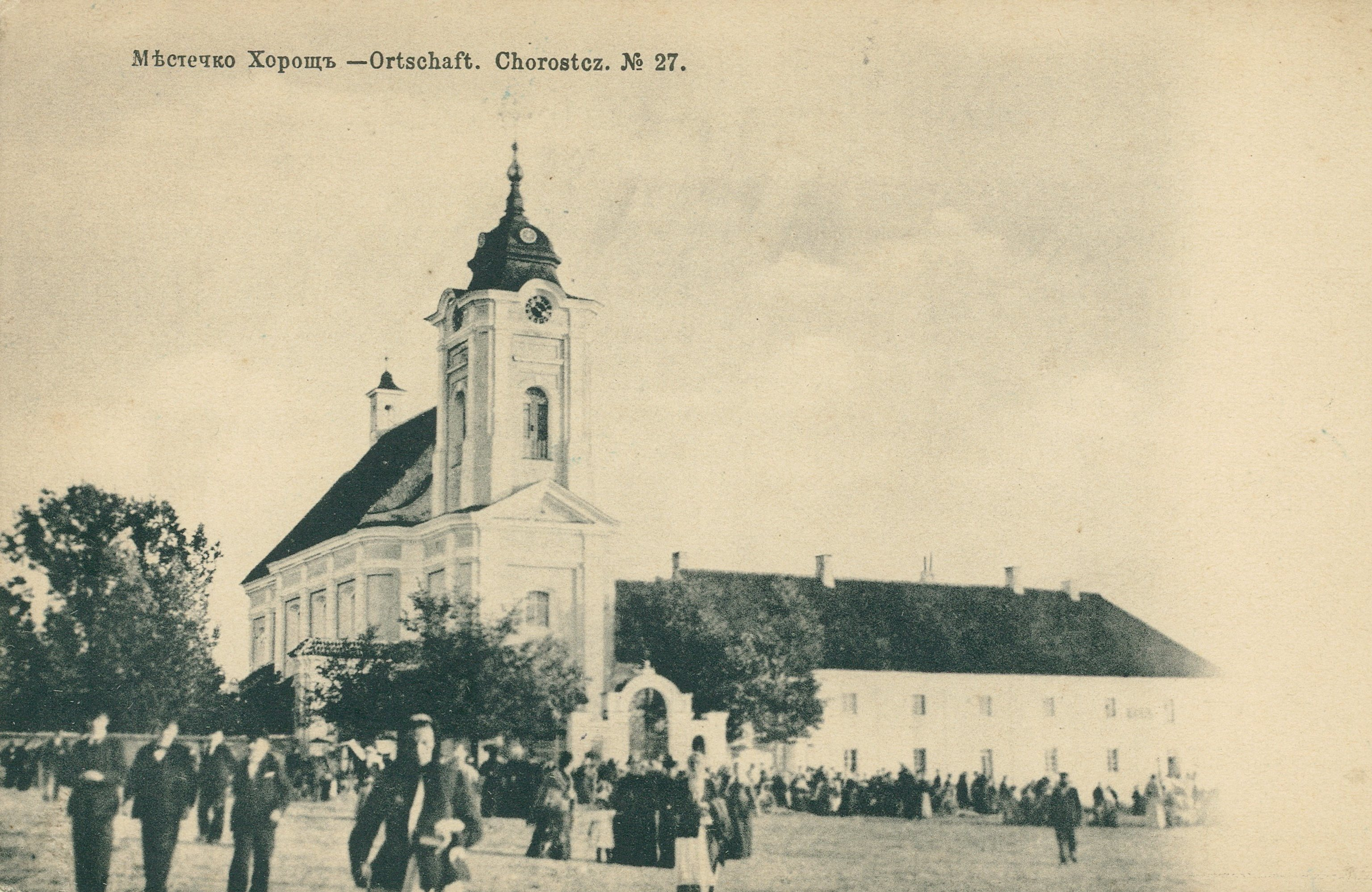
Kościół i klasztor Dominikanów w Choroszczy w 1904

W 1839 w ramach restrykcji za udział w powstaniu listopadowym uległ kasacji zakon dominikanów. Po powstaniu styczniowym w murach klasztoru znalazła się rosyjska szkoła, zamieszkiwał tu także proboszcz parafii prawosławnej. W 1865 rozebrano drewnianą cerkiew. Nową (istniejącą obecnie) wyświęcono w 1878.
Położone nieopodal Choroszczy wzgórze, zwane „Szubienicą” było miejscem kaźni 11 powstańców z 1863, a przy drodze na Zastawie „carscy” zabili 3 powstańców. Dzięki staraniom społeczności choroskiej w latach 1913–1924 wzniesiono kaplicę na choroskim cmentarzu, a w 1989 na wspomnianym wzgórzu nastąpiło uroczyste odsłonięcie pomnika.
Wybuch I wojny światowej był kresem działalności fabryki. Z 5000 mieszkańców sprzed I wojny światowej w 1921 zamieszkiwało w Choroszczy tylko 2405 osób. Lata międzywojenne to nowy etap w historii miasta. Dzięki inicjatywie dr Zygmunta Brodowicza na terenie byłej fabryki utworzony został w 1930 szpital psychiatryczny.

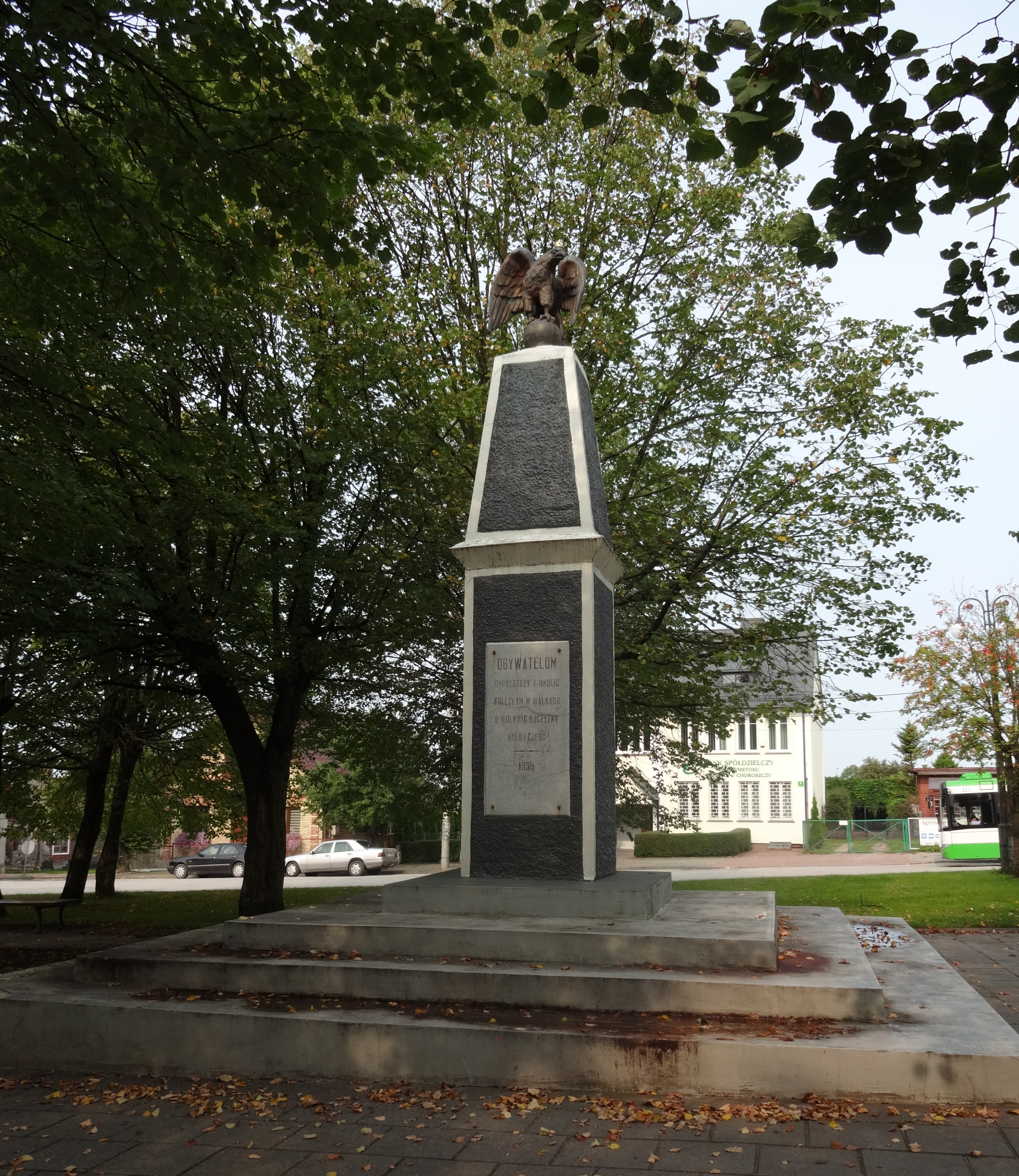
Pomnik Obywatelem Choroszczy i okolic poległym w walkach o wolność Ojczyzny z 1934 roku

W 1929 społeczność żydowska posiadała na terenie miasta synagogę.
Po agresji niemiecko-słowacko-radzieckiej dokonanej na Polskę 1 września 1939 roku  Choroszcz wraz ze szpitalem trafiła w granice ZSRR. W tym czasie część pacjentów ze szpitala psychiatrycznego w Choroszczy przewieziono w głąb Związku Radzieckiego. W wyniku ataku przeprowadzonego 22 czerwca 1941 roku szpital przeszedł z rąk ZSRR w ręce III Rzeszy. To spowodowało, że z inicjatywy wydziału medycznego dowództwa polowego Wehrmachtu już pod koniec sierpnia 1941 roku niemieccy żołnierze przy użyciu broni maszynowej zabili 464 pacjentów pozostających na leczeniu w tymże szpitalu psychiatrycznym.
Masowe groby w Nowosiółkach kryją 4000 ofiar: cywilów, partyzantów, wielu księży i zakonnic, zamordowanych w latach 1941–1944 w okresie okupacji niemieckiej. Ludność żydowska miasta została wywieziona do getta w Białymstoku, skąd w listopadzie 1943 roku została wysłana do niemieckiego obozu zagłady w Treblince. Koniec panowania reżimu III Rzeszy nastąpił 27 lipca 1944 roku w wyniku zdobycia Choroszczy przez żołnierzy 3 Armii 2 Frontu Bałoruskiego Armii Czerwonej.
Lata powojenne przyniosły Choroszczy m.in. odbudowę letniej rezydencji Branickich (1969–1973), w której znajduje się obecnie Muzeum Wnętrz Pałacowych.
W 1979 roku powstało Towarzystwo Przyjaciół Choroszczy.

## Zabytki

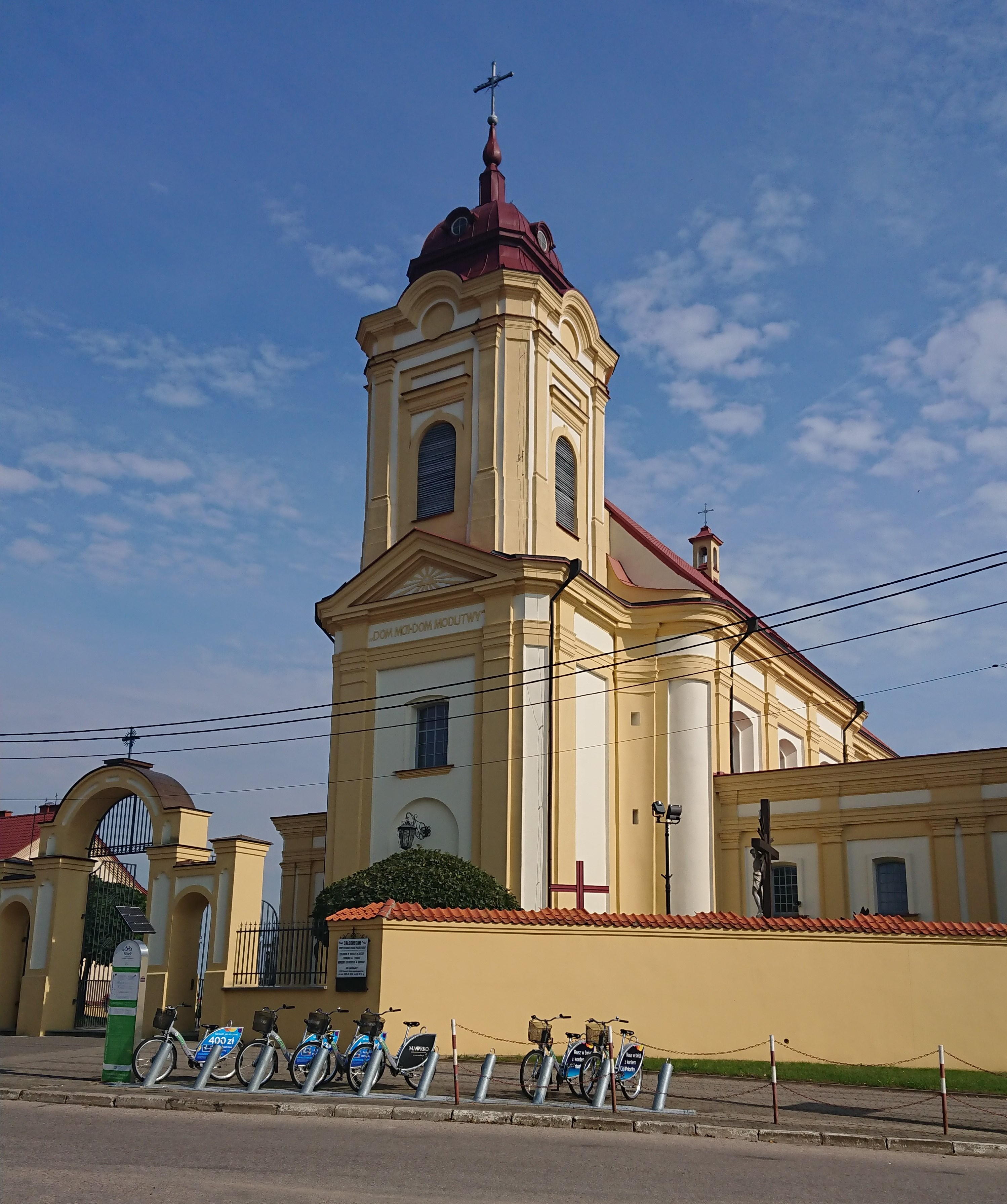
Kościół św. Jana Chrzciciela i św. Szczepana

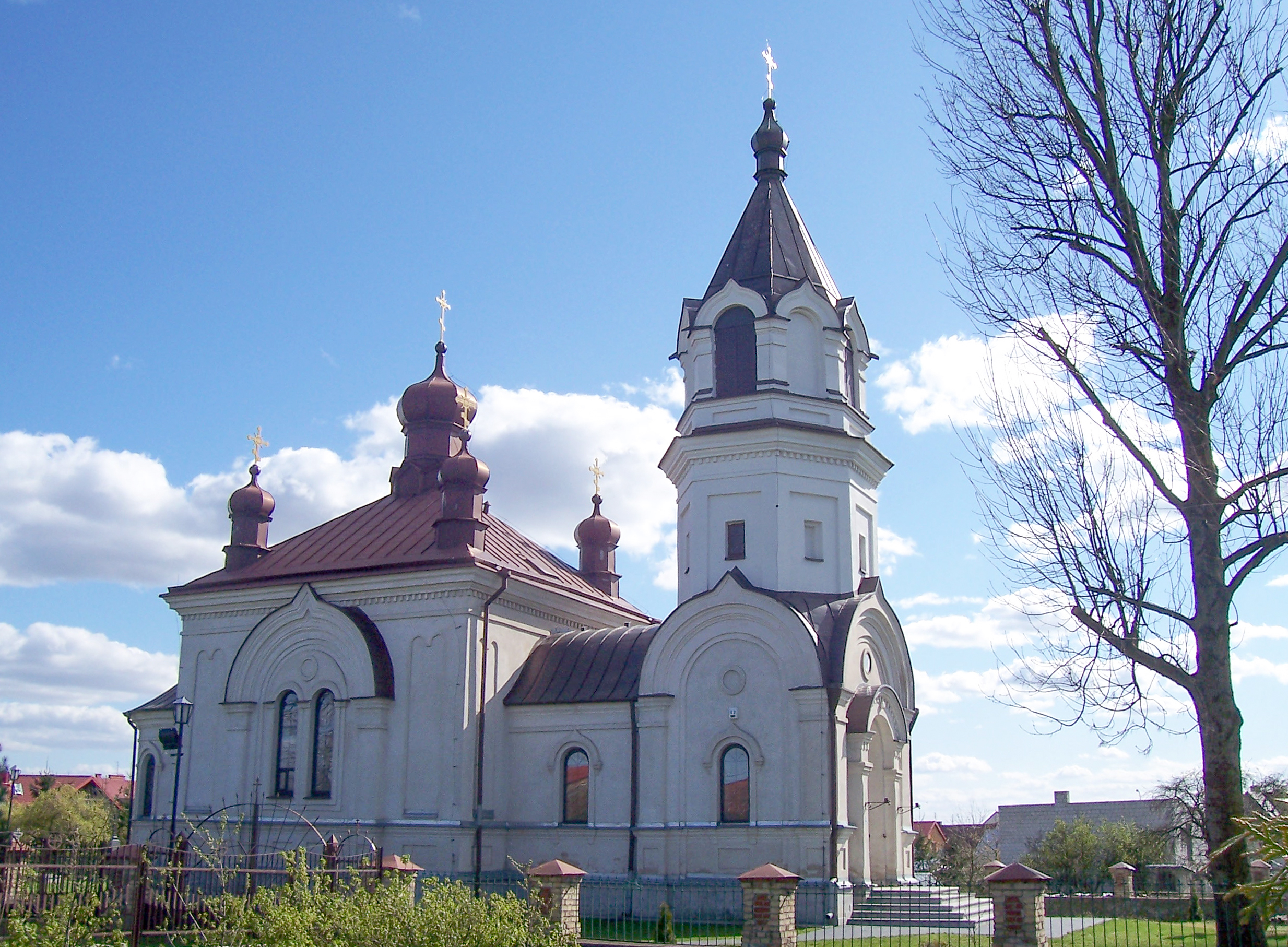
Cerkiew Opieki Matki Bożej

Wykaz zabytków nieruchomych wpisanych do rejestru zabytków Narodowego Instytutu Dziedzictwa:
- zespół klasztorny dominikanów, Rynek 11 Listopada:
  - kościół, ob. par. pw. św. św. Jana Chrzciciela i Szczepana, 1753-56, przebudowywany w 1920 i po 1945 r., nr rej.: A-377 z 22.03.1956
  - dawny klasztor, 1763 r., przebudowywany w XX w., nr rej.: A-378 z 22.03.1956
  - kaplica, 1756-59, nr rej.: A-379 z 20.10.1966
- cerkiew prawosławna pw. Matki Bożej Opiekuńczej, 3 ćw. XIX, nr rej.: A-380 z 12.11.1987

- zespół pałacowy Branickich – ob. Muzeum Wnętrz Pałacowych.
  - pałac, 2 poł. XVIII w., przebudowany po 1956 r., nr rej.: 41 (47) z 22.03.1956
  - park, 1725-63, przekomponowany w 2. poł. XIX w., nr rej.: 42 (48) z 22.03.1956 oraz A-30 z 24.09.2002
- Zespół Fabryki Sukna i Kortów Augusta Moesa – ob. szpital psychiatryczny, k. XIX w. – po 1900 r., nr rej.: 521 z 20.07.1984:
  - 12 budynków fabrycznych
  - wieża ciśnień
  - brama wjazdowa

Fabryka wznoszona w miejscu folwarku dawnych dóbr Branickich, po kupieniu ich przez Fryderyka Moesa w 1843 r. Zachowane pawilony fabryczne wznoszone w latach 1890–1910. Wszystkie urządzenia fabryczne wywiezione z Choroszczy w 1915 r.
- kaplica cmentarna pw. Zmartwychwstania Pana Jezusa, ul. Piaskowa, 1921 r., nr rej.: A-396 z 28.03.1988
- cmentarz żydowski, pocz. XIX w., nr rej.: A-86 z 28.12.1988

Pozostałe zabytki:
- rynek w Choroszczy otoczony XIX-wiecznymi kamienicami
- kapliczka z figurą św. Jana Nepomucena (XVIII w.)
- cmentarz wojenny w Choroszczy

## Demografia
Według Powszechnego Spisu Ludności z 1921 roku zamieszkiwało tu 2405 osób, wśród których 1679 było wyznania rzymskokatolickiego, 135 prawosławnego, 63 ewangelickiego, 72 greckokatolickiego, 450 mojżeszowego i 6 baptystów. Jednocześnie 1954 mieszkańców zadeklarowało polską przynależność narodową, 4 białoruską, 44 niemiecką, 390 żydowską, 13 rosyjską i 1 łotewską. Było tu w 1921 344 budynków mieszkalnych.
Dane z 30 czerwca 2012:
| Opis                              | Ogółem    | Ogółem    | Kobiety   | Kobiety   | Mężczyźni | Mężczyźni |
| --------------------------------- | --------- | --------- | --------- | --------- | --------- | --------- |
| jednostka                         | osób      | %         | osób      | %         | osób      | %         |
| populacja                         | 5 716     | 100       | 2890      | 50,56     | 2826      | 49,44     |
| powierzchnia                      | 16,79 km² | 16,79 km² | 16,79 km² | 16,79 km² | 16,79 km² | 16,79 km² |
| gęstość zaludnienia (mieszk./km²) | 340,44    | 340,44    | 172,13    | 172,13    | 168,31    | 168,31    |

- Wykres liczby ludności miasta Choroszcz od 1580:

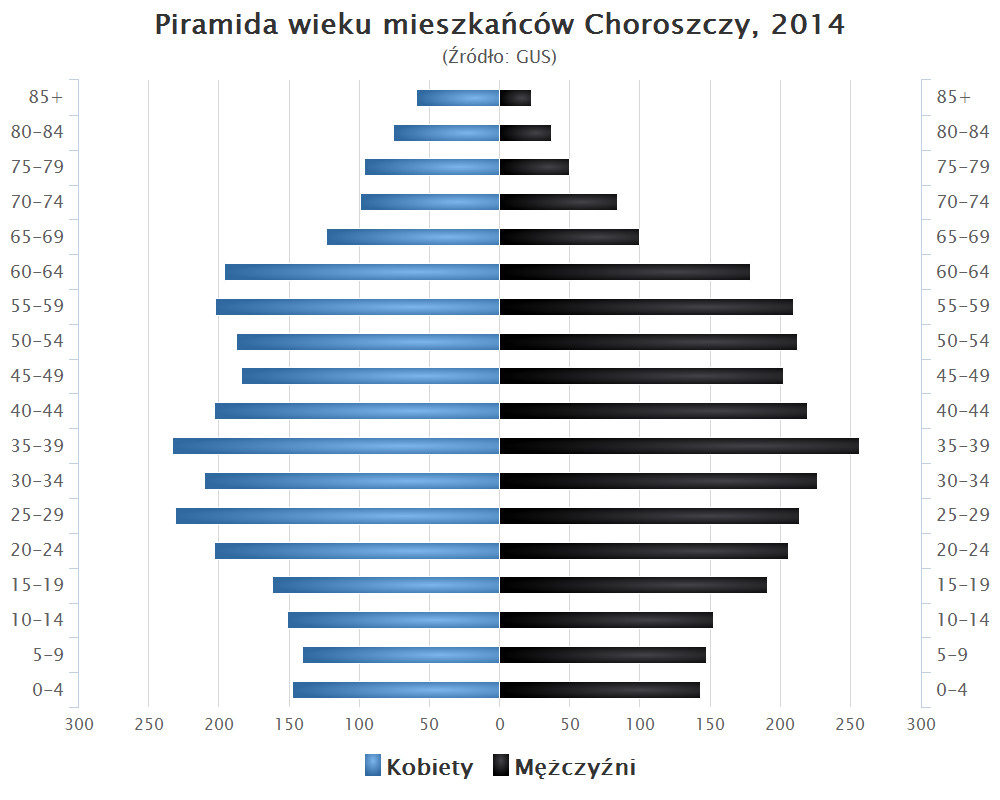
Piramida wieku mieszkańców Choroszczy w 2014 roku

Według danych z 30 czerwca 2015 miasto liczyło 5795 mieszkańców.

## Transport
Przez miasto przechodzą drogi:

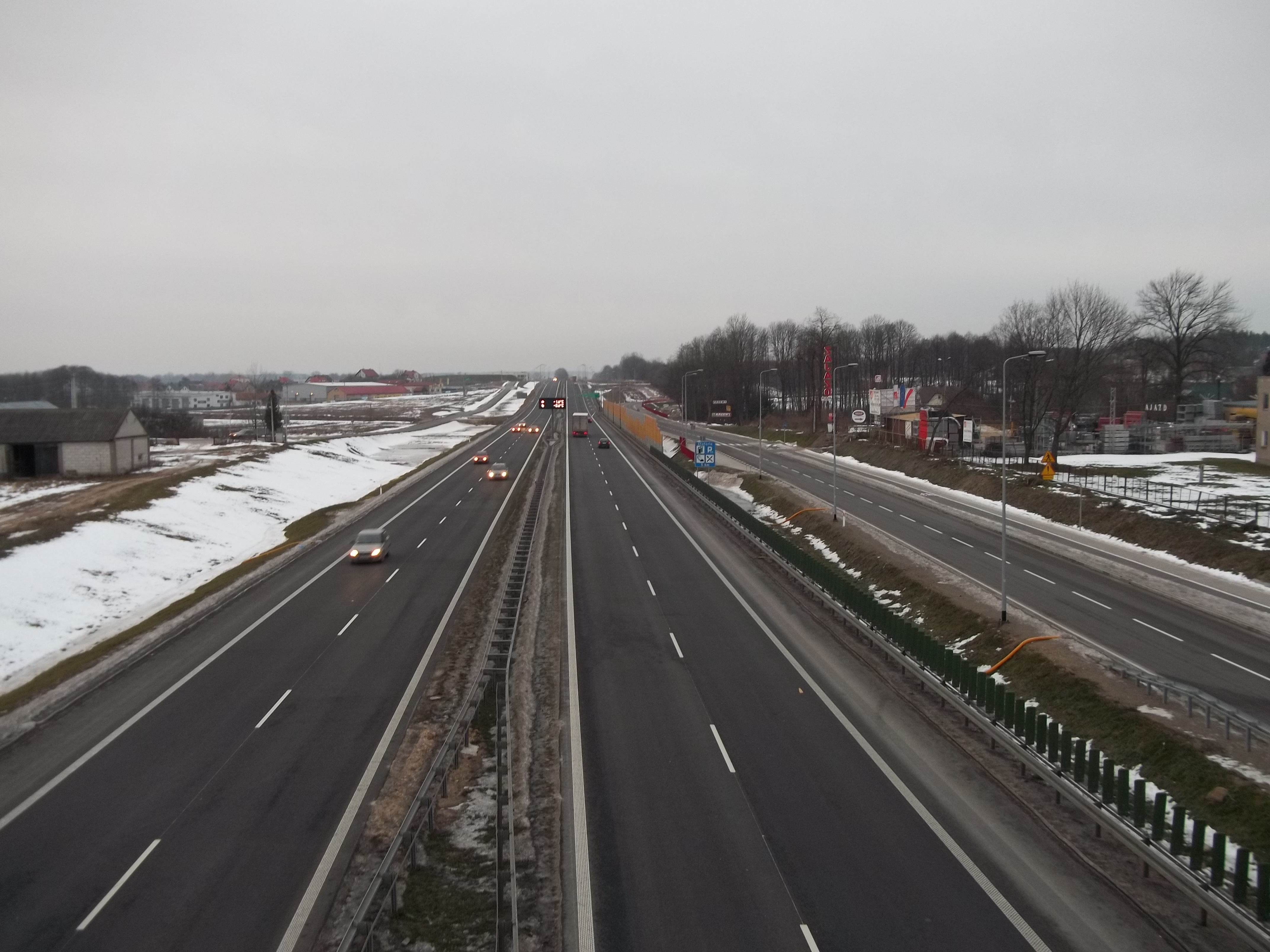
Widok z wiaduktu przy Mickiewicza

- droga międzynarodowa E67 Helsinki – Kowno – Warszawa – Praga,
- droga ekspresowa S8 Kudowa-Zdrój – Wrocław – Warszawa – Białystok – Suwałki – Budzisko,

12 września 2012 został otwarty odcinek drogi ekspresowej Jeżewo Stare – Białystok odcinek ten wynosi 24.5 km

### Planowane
- S19 – obwodnica Białegostoku

### Komunikacja miejska
Do Choroszczy można dojechać linią nr 103 którą operuje Komunalny Zakład Komunikacyjny w Białymstoku. Choroszcz znajduje się około 6 km od granic Białegostoku i 13 km od centrum. Do Choroszczy można także dojechać autobusami niskopodłogowymi, które służą m.in. do przewozu osób niepełnosprawnych.

## Główne ulice
- Ulica Białostocka
- Branickiego
- Lipowa
- Powstania Styczniowego
- Henryka Sienkiewicza
- Adama Mickiewicza
- Aleja Niepodległości
- Ogrodowa
- Dominikańska
- Warszawska
- Zastawie I
- Kruszewska
- Szkolna(inne języki)

## Instytucje publiczne

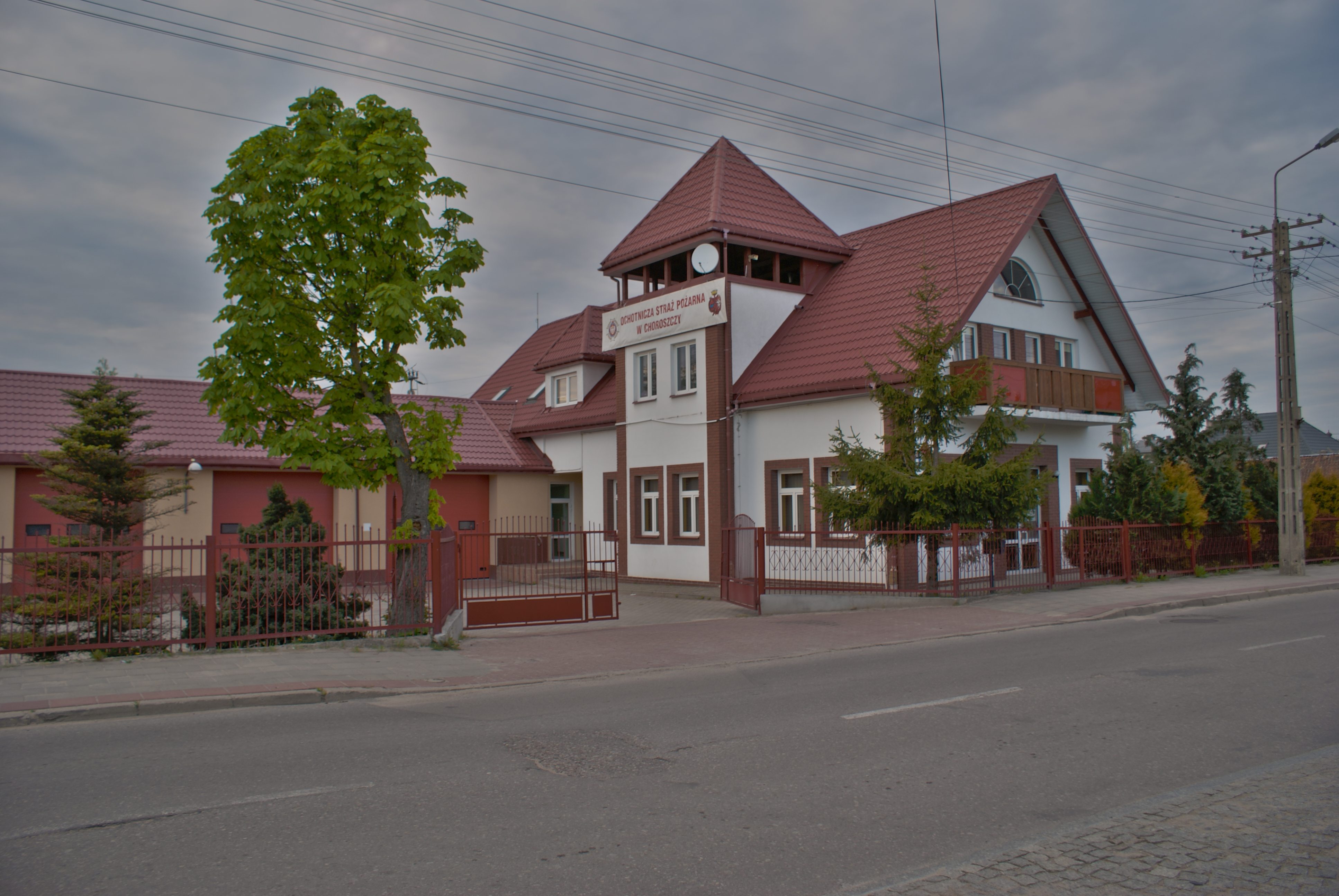
Ochotnicza Straż Pożarna

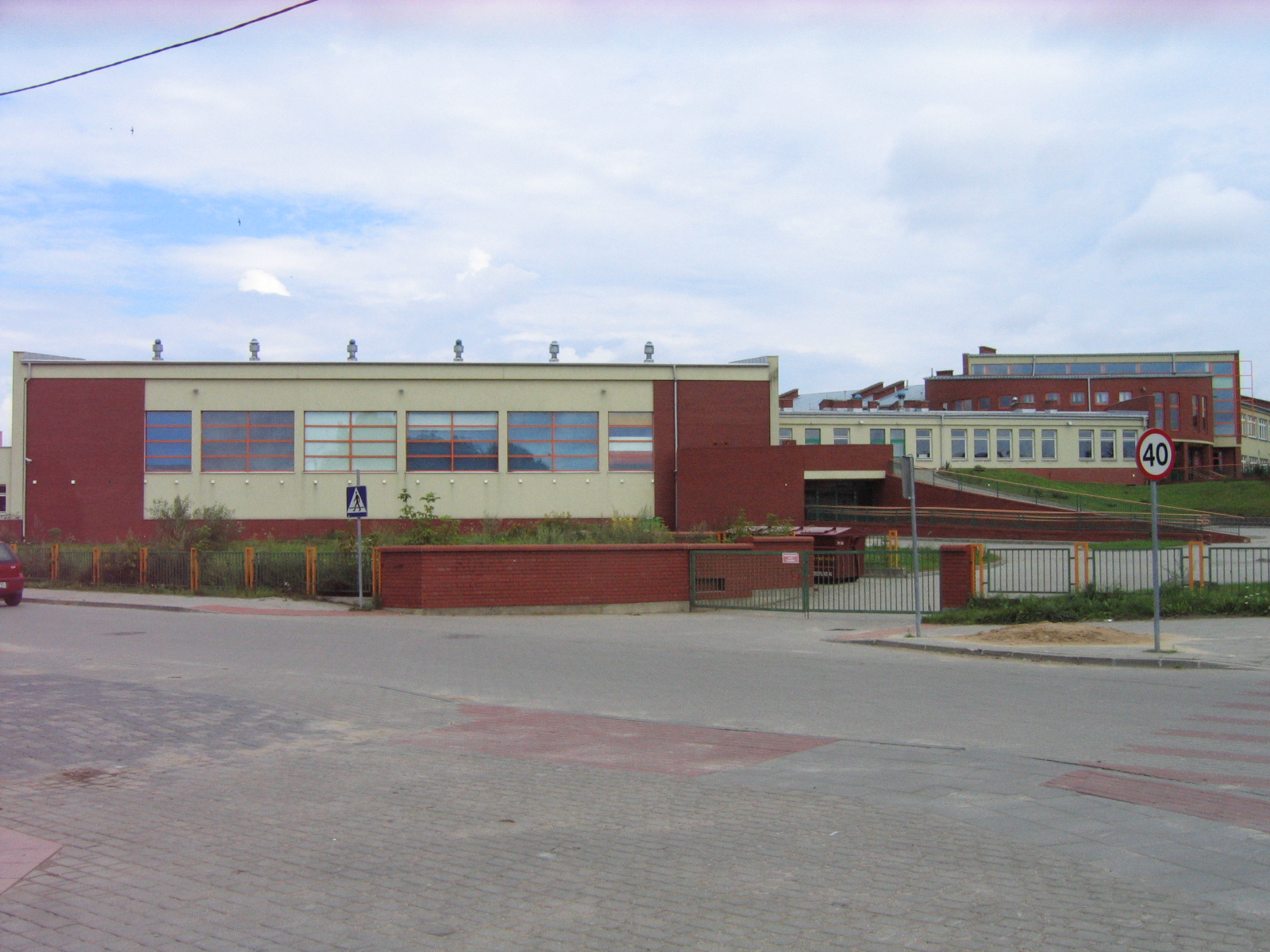
Zespół Szkół w Choroszczy

- Bank Spółdzielczy w Białymstoku oddział w Choroszczy
- Miejsko-Gminne Centrum Kultury i Sportu w Choroszczy
- Miejsko-Gminna Biblioteka Publiczna
- Gminne Centrum Informacji
- Poczta
- Posterunek policji
- Ochotnicza Straż Pożarna
- Szpital Psychiatryczny
- Elektrociepłownia
- Zespół Szkół w Choroszczy
- Szkoła Podstawowa w Choroszczy im. Henryka Sienkiewicza
- Przedszkole Samorządowe im. Jana Pawła II
- Kościół św. Jana Chrzciciela i św. Szczepana
- Cerkiew Opieki Matki Bożej

## Kościoły i związki wyznaniowe
- Kościół Rzymskokatolicki
  - Parafia św. Jana Chrzciciela i św. Szczepana
- Polski Autokefaliczny Kościół Prawosławny
  - Parafia Opieki Matki Bożej

## Imprezy cykliczne
| Nazwa                                              | Miejsce                                                      | Data                                             |
| -------------------------------------------------- | ------------------------------------------------------------ | ------------------------------------------------ |
| Narwiański Bieg Narciarski                         |                                                              |                                                  |
| Urodziny Hetmanowej Branickiej                     | Pałac Branickich                                             |                                                  |
| Marsz z flagą z okazji Dnia Flagi Rzeczypospolitej |                                                              | 2 maja                                           |
| Międzynarodowa Noc Muzeów                          | Pałac Branickich                                             |                                                  |
| Dni Choroszczy                                     |                                                              | Czerwiec (od 1982)                               |
| Jarmark Dominikański                               | Park Pałacowy (z wyjątkiem l. 2013–2017)                     | Pierwsza niedziela sierpnia (od 5 sierpnia 1990) |
| Święto Wojska Polskiego                            |                                                              | 15 sierpnia                                      |
| Jam Session w Stajni (Koncert muzyczny)            | Jeden z budynków dawnej fabryki sukna i kortów Augusta Moesa | Ostatnia sobota sierpnia                         |
| Święto Niepodległości                              | Rynek 11 listopada                                           | 11 Listopada                                     |
| Choroszczańskie Dyktando                           | Miejsko-Gminne Centrum Kultury                               | Listopad                                         |

## Turystyka i sport
W Choroszczy istnieje klub piłkarski Narew Choroszcz występujący w rozgrywkach organizowanych przez Podlaski Związek Piłki Nożnej – obecne występuje na najniższym stopniu rozgrywek, czyli A-klasie.
Istnieją także 2 drużyny występujące na co dzień w rozgrywkach ligi gminnej: LZS Choroszcz i Lambada Choroszcz. Piłkarskie szkolenie dla dzieci prowadzą kluby: Narew Choroszcz (dla chłopców) i Lambada Choroszcz (dla dziewcząt).

### Obiekty sportowe
- Stadion Miejski w Choroszczy
- Orlik 2012 – Boisko wielofunkcyjne, boisko do piłki nożnej
  - W sezonie zimowym na boisku wielofunkcyjnym działa, tzn. „Biały Orlik” wraz z lodowiskiem.
- Hala gimnastyczna w Zespole Szkół w Choroszczy.

### Szlaki rowerowe
| Nazwa                  | Długość | Trasa |
| ---------------------- | ------- | --- |
| Obwodnica rowerowa NPN | 90 km   | Choroszcz – Baciuty – Suraż – Łapy – Kurowo – Tykocin – Złotoria – Choroszcz.                                                             |
| Szlak Włókniarzy       | 60 km   | Fasty – Dzikie – Żółtki – Choroszcz – Kościuki – Niewodnica Kościelna – Tołcze – Dobrowoda – Bojary – Suraż – Zawyki – Doktorce – Strabla |
| Szlak Światowida       | 17.8 km | Białystok – Krupniki – Choroszcz – Konowały – Kruszewo                                                                                    |

### Szlaki piesze
| Nazwa                | Długość | Trasa |
| -------------------- | ------- | --- |
| im. Zygmunta Glogera | 48 km   | Białystok (Starosielce) – Krupniki – Sienkiewicze – Choroszcz – Ruszczany – Rogówek – Rogowo – Pańki – Rzędziany – Leśniki – Saniki – Tykocin – Łopuchowi – Jeżewo Nowe – Jeżewo Stare |

## Media

### Prasa
- Gazeta w Choroszczy[13]
- Horyzonty Choroszczy

## Miasta partnerskie
Lista miast partnerskich Choroszcz:
- – Horochów, Ukraina (2015)

## Pomniki Lenina
Podczas okupacji sowieckiej 1939–1941 w Choroszczy postawiono trzy pomniki Lenina, które zostały zburzone po usunięciu Armii Czerwonej z miasta w końcu czerwca 1941.